# Republic P-43 Lancer
Рипаблик P-43 Лэнсер («Копейщик», «копьеносец», "улан") (англ. Republic P-43 Lancer) — американский истребитель.
Создан в 1930-х годах. Первый полёт совершил в 1940 году. Разработан и производился фирмой Republic Aviation. Применялся ВВС США во время Второй мировой войны. В 1942—1943 годах 108 машин были поставлены в Китай. Всего было построено около 250 истребителей различных модификаций.

## Variants

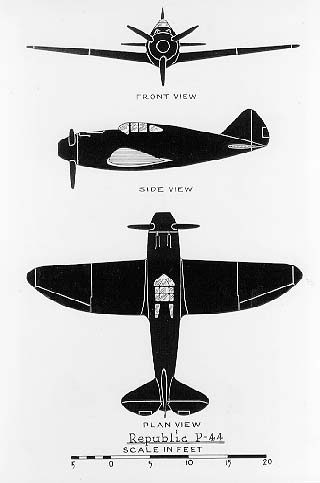
Схема P-44.

YP-43
Предсерийные прототипы; построено 13 шт.
P-43
Первая серийная модификация, идентичная YP-43; построено 54.
P-43A
Двигатель R-1830-49, 12,7-мм крыльевые пулемёты вместо 7,62-мм, устанавливавшихся на P-43; построено 80.
P-43A-1
модификация для Китая, лёгкое бронирование, протектированные крыльевые баки, 4 x 12,7-мм крыльевых пулемёта, подвеска для сбрасываемого бака, или до 200 фунтов (91 кг) бомб; к марту 1942 года построено 125 шт (с/н 41-31448 — 41-31572).
P-43B-RE
переделка P-43A в самолёт фоторазведки, камеры в хвостовой части фюзеляжа. Переделано 14 самолётов.
P-43C
переделка P-43A в самолёт фоторазведки, другие камеры, чем у P-43B. Переделано 2 самолёта.
P-43D
переделка P-43A в самолёт фоторазведки, другое оборудование. Переделано 6 самолётов.
P-43E
проект самолёта фоторазведки. Не строился.
RP-43
Обозначение "не допущенных к участию в боях" P-43 ВВС Армии США с октября 1942 года.
RP-43A
Обозначение "не допущенных к участию в боях" P-43A ВВС Армии США с октября 1942 года.
P-44 Rocket (AP-4J)
Проект с двигателем Pratt & Whitney R-2180-1 (1400 л.с./1000 кВт); не строился.

## Тактико-технические характеристики
Источник данных: The American Fighter

Технические характеристики
- Экипаж: 1
- Длина: 8,69 м
- Размах крыла: 10,97 м
- Высота: 4,27 м
- Площадь крыла: 20,72 м²
- Масса пустого: 2 565 кг
- Нормальная взлётная масса: 3 542 кг
- Максимальная взлётная масса: 3 599 кг
- Силовая установка: 1 × Pratt & Whitney R-1830-47, 14-цилиндровые воздушного охлаждения
- Мощность двигателей: 1 × 1200 л. с. (1 × 890 кВт)

Лётные характеристики
- Максимальная скорость: 562 км/ч (573 км/ч на 6100 м)
- Крейсерская скорость: 450 км/ч
- Практическая дальность: 1287 км
- Практический потолок: 11 580 м

Вооружение
- Стрелково-пушечное:  
  - 4 × 12,7-мм пулемёта M2 Browning по 200 патронов на ствол

## Эксплуатанты
США

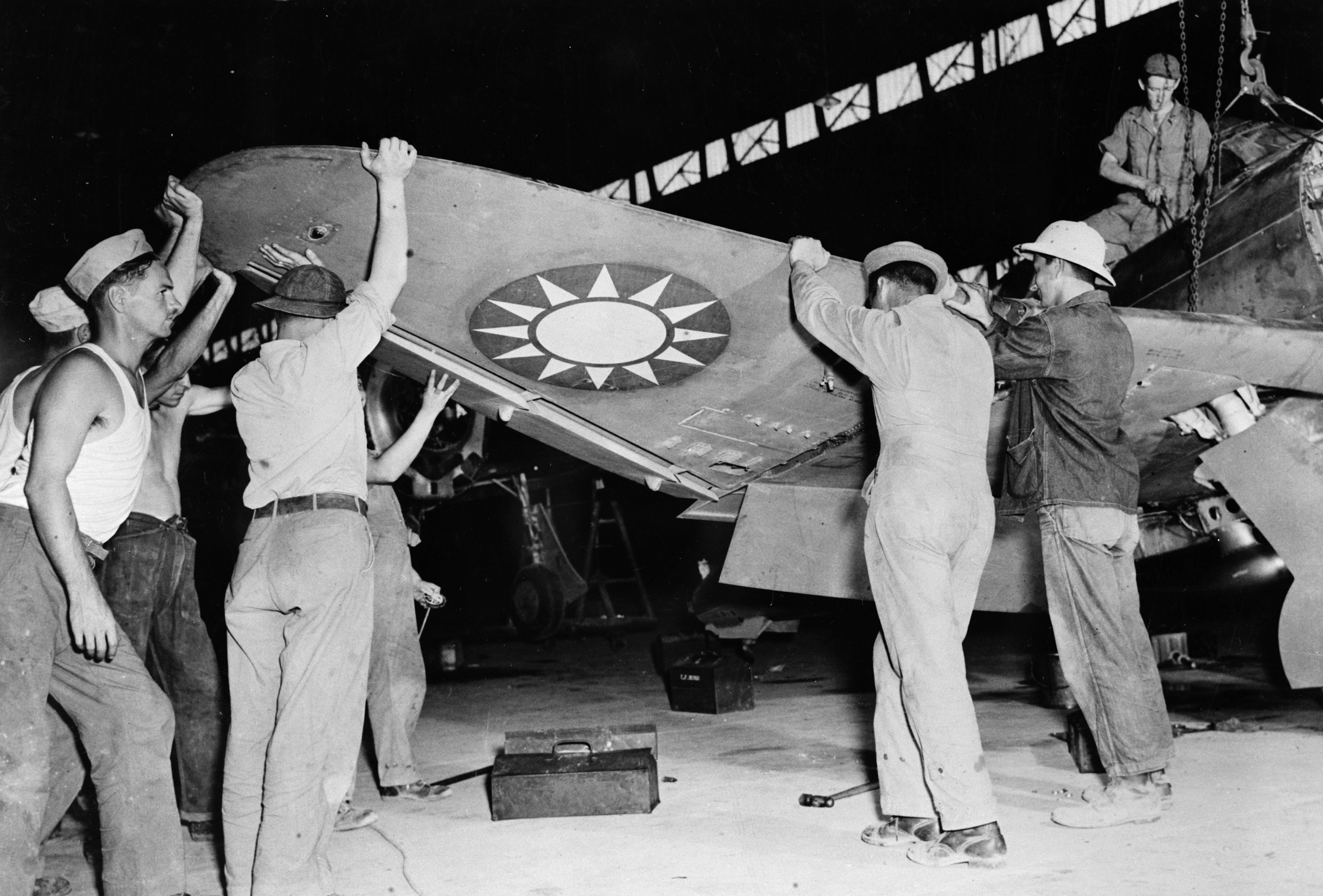
P-43 ВВС Китая

- ВВС Армии США: 1-я истребительная авиагруппа в Мичигане, 55-я в Портленде и 14-я в Калифорнии;

 Австралия
- Королевские ВВС Австралии: 6 самолётов фоторазведки использовались до получения F-4 P-38E.

 Китайская Республика
- ВВС Китая: 4-я истребительная авиагруппа